# کانگوروی درختی فروبوم
کانگوروی درختی فروبوم (نام علمی: Dendrolagus spadix) کیسه‌داری از تیره درازپایان، سردهٔ کانگوروهای درختی است که در پاپوآ گینه نو یافت می‌شود. در سیاهه قرمز IUCN، این جانور در وضعیت کمترین نگرانی طبقه‌بندی شده‌است.